# Кыр-Кояш
Кыр-Коя́ш (укр. Кир-Кояш, крымскотат. Qır Qoyaş, Къыр Къояш) — исчезнувшее село в Ленинском районе Республики Крым, располагавшееся на юго-востоке района и Керченского полуострова, у южного берега Киркояшского озера, примерно в 2,5 км к юго-западу от современного села Борисовка.

## История
Первое документальное упоминание села встречается в Камеральном Описании Крыма… 1784 года, судя по которому, в последний период Крымского ханства Кыр-кояш входил в Дин Керченский кадылык Кефинского каймаканства.
После присоединения Крыма к России (8) 19 апреля 1783 года, (8) 19 февраля 1784 года, именным указом Екатерины II сенату, на территории бывшего Крымского Ханства была образована Таврическая область и деревня была приписана к Левкопольскому, а после ликвидации в 1787 году Левкопольского — к Феодосийскому уезду Таврической области. После Павловских реформ, с 1796 по 1802 год, входила в Акмечетский уезд Новороссийской губернии. По новому административному делению, после создания 8 (20) октября 1802 года Таврической губернии, Кыр-Кояш был включён в состав Акмозской волости Феодосийского уезда.
По Ведомости о числе селении, названиях оных, в них дворов… состоящих в Феодосийском уезде от 14 октября 1805 года , в деревне Кояш числилось 5 дворов и 27 жителей. На военно-топографической карте генерал-майора Мухина 1817 года деревня Кирк кояш обозначена с 12 дворами. Видимо, вследствие эмиграции крымских татар в Турцию, деревня опустела и в «Ведомости о казённых волостях Таврической губернии 1829 года» уже не указана, а на картах 1836 и 1842 года обозначены развалины деревни Кырк-Кояш.
В 1860-х годах, после земской реформы Александра II, деревню приписали к Сарайминской волости. На трёхверстовой карте Шуберта 1865—1876 года обозначены развалины деревни Кырк-Кояш. Время заселения деревни не установлено: по «Памятной книге Таврической губернии 1889 года», по результатам Х ревизии 1887 года, в деревнях Кыр-Кояш,
Кончек, Узунлар, Чокур-Кояш, Чонгелек, Чобак и Элькеджи-Эли вместе числилось 152 двора и 847 жителей. На верстовой карте Крыма 1896 года обозначен хутор Кыр-Кояш без указания числа дворов. По «…Памятной книжке Таврической губернии на 1902 год» в деревне Кояш, входившей в Сарайминское сельское общество, числилось 148 жителей, домохозяйств не имеющих. По Статистическому справочнику Таврической губернии. Ч.II-я. Статистический очерк, выпуск пятый Феодосийский уезд, 1915 год, на хуторе Кир-Кояш (на земле Бейтулаева А. М.) Сарайминской волости Феодосийского уезда числилось 2 двора с татарским населением в количестве 10 человек только «посторонних» жителей.
После установления в Крыму Советской власти, по постановлению Крымревкома, 25 декабря 1920 года из Феодосийского уезда был выделен Керченский (степной) уезд, а, постановлением ревкома № 206 «Об изменении административных границ» от 8 января 1921 года была упразднена волостная система и в составе Керченского уезда был создан Керченский район в который вошло село (в 1922 году уезды получили название округов. 11 октября 1923 года, согласно постановлению ВЦИК, в административное деление Крымской АССР были внесены изменения, в результате которых округа были отменены и основной административной единицей стал Керченский район в который вошло село. Согласно Списку населённых пунктов Крымской АССР по Всесоюзной переписи 17 декабря 1926 года, в хуторе Кир-Кояш, Марьевского сельсовета Керченского района, числилось 3 двора, население составляло 15 человек, все русские. Постановлением ВЦИК «О реорганизации сети районов Крымской АССР» от 30 октября 1930 года (по другим сведениям 15 сентября 1931 года) Керченский район упразднили и село включили в состав Ленинского, а, с образованием в 1935 году Маяк-Салынского района (переименованного 14 декабря 1944 года в Приморский) — в состав нового района. В последний раз село встречается на подробной карте РККА Керченского полуострова 1941 года, где обозначен Куркояш, без указания числа дворов.

### Динамика численности населения
| - 1805 год — 27 чел. - 1889 год — 847 чел. - 1902 год — 148 чел. | - 1915 год — 0/10 чел. - 1926 год — 15 чел. |